# RusNet
RusNet — самая крупная русскоязычная IRC-сеть в России, на Украине и в некоторых других странах бывшего СССР. Появилась в 1997 году в результате слияния сетей SibNet, VolgaNet, OdNet и LvNet. По состоянию на апрель 2019 насчитывала в своём составе 17 серверов.
Внесённые изменения и дополнения создали собственный тип сервера RusNet IRCd. В данный момент основные поддерживаемые кодировки CP1251, KOI8-R, UTF-8. Для шифрования соединения включена поддержка SSL. В роли сервисов были выбраны модифицированные ircservices.

## Режимы

### Каналы
В сети RusNet пользователям доступны следующие моды каналов:
- b — бан; запрет на вход пользователя по маске; недействителен при исключении из бана e, а также при действии INVITE к входящему пользователю
- c — запрет сообщений, содержащих цвета (сообщения не отображаются)
- e — исключение из бана; пользователь, попадающий под маску исключения, сможет войти на канал, минуя бан
- i — на канал могут войти только пользователи, получившие персональное приглашение (INVITE)
- I — исключение для режима i; пользователь, попадающий под маску, указанную параметром мода I, сможет войти на канал без персонального приглашения
- k — ключ канала; на такой канал можно войти только зная его ключ
- l — ограничение количества пользователей; на канале не сможет находиться число пользователей, которое больше указанного параметром данного мода
- m — режим модерации; при нём на канале могут оставлять сообщения только пользователи, которые имеют право голоса (а также права старших режимов h и o), сообщения ото всех остальных будут блокироваться
- n — можно отсылать сообщения на канал только непосредственно находясь на нём
- t — топик могут менять только операторы и полу-операторы
- o — оператор; данный пользователь может менять все остальные моды канала
- h — полу-оператор; умеет то же, что и оператор, за небольшими исключениями (из режимов канала для пользователей невозможна установка/снятие режимов оператора или полуоператора; из действий — невозможность применять KICK к операторам)
- v — голос; пользователь с данным правом может оставлять сообщения в режиме модерации; кроме того в этом и старших режимах h и o можно оставлять сообщения на канале даже при нахождении хоста пользователя в маске бана
- s — секретность; канал с данным режимом не показывается в информации о пользователе всем, кто не находится в данный момент с ним на этом самом канале; также канал не показывается в списке каналов list; режим несовместим с режимом p
- p — приватность; эффект подобен режиму s за исключением сокрытия в списке каналов list; режим несовместим с режимом s
- z — запрет использования кириллических символов в нике

### Пользовательские
Режимы, которые могут быть применены к пользователям:
- b — режим только чтение (readonly); пользователь может только читать сообщения, а также заходить/выходить из каналов; на прочие действия выводится уведомление о том, что он ограничен (restricted); режим можно поставить самостоятельно на свой ник, а снять поставленный таким образом режим можно переподключившись; сервер автоматически ставит режим при нахождении маски пользователя в списке R-LINE (ограничение режимом readonly используется как более мягкое наказание за нарушение правил сети)
- o — обозначает наличие прав IRC-оператора; сервер выдает режим в ответ на верную авторизацию командой oper; снять режим пользователь может самостоятельно
- O — см. «o»
- i — режим «невидимости»; может быть установлен или снят самостоятельно; в этом режиме ник пользователя будет отсутствовать в выводе команды who и подобных ей, исключая совместное нахождение на каком-либо канале запрашивающего и искомого пользователя
- r — см. «b»
- x — сокрытие реального IP-адреса или хоста пользователя от непривилегированых пользователей; видимый в ответ на запросы и действия адрес пользователя заменяется по единому для всех серверов алгоритму на адресоподобное выражение, постоянное для одного и того же адреса; в отличие от аналогичных механизмов в иных IRC-сетях, в сети RusNet этот алгоритм ещё проще, и позволяет в некоторых случаях, применяя специальное ПО (как правило базирующееся на IRC-ботах) узнать реальный адрес пользователя; режим может быть установлен и снят самостоятельно пользователем как напрямую, так и применяя символ «!» в конце ника (при подключении)

## Сеть
Действующие на данный момент серверы сети:
- Нидерланды: irc.anarxi.st

- Россия:
  - Владивосток: irc.primorye.ru — не работает примерно с 2020 года. На момент 14.07.2022 сервер резолвится через DNS, но не отвечает на ping и все порты закрыты.
  - Глазов: irc.newit-lan.ru
  - Казань: irc.kgts.ru — прекратил работу 11.04.2017
  - Красноярск:
    - irc.intertax.ru
    - irc.siberianet.ru
    - irc.krasnet.ru

  - Москва:
    - irc.stv.su

  - Нижний Новгород: irc.nnov.net
  - Новосибирск:
    - irc.nsib.ru
    - irc.academ.org
    - irc.211.ru
    - irc.nsu.ru

  - Новый Уренгой: urengoy.rusnet.org.ru
  - Пермь: irc.perm.ru
  - Санкт-Петербург:
    - irc.run.net
    - irc.spbu.ru

  - Сосновоборск: irc.ixx.ru
  - Таганрог:
    - irc.tagan.name
    - irc.tsure.ru

  - Тамбов: irc.tambov.ru
  - Томск:
    - irc.tomck.net
    - irc.tomsk.net
    - irc.tom.ru
    - irc.tpu.ru
    - rusnet.tomsk.ru

  - Улан-Удэ: irc.baikal.net
  - Ульяновск: irc.mv.ru
  - Челябинск:
    - irc.chelyabinsk.ru

- Украина:
  - Черноморск: irc.gcn.ua
  - Киев:
    - irc.lucky.net
    - irc.tsua.net Тут какой-то не тот RusNet

  - Николаев: irc.nikolaev.ua
  - Одесса:
    - irc.odessa.ua
    - irc.odessa.net

  - Сумы: irc.telesweet.net
  - Севастополь:
    - irc.seb.org.ua
    - irc.sevcity.net
    - irc.sev.net.ua

- Швейцария: irc.start4.info redirect to irc.thua.net

## Отцы-основатели
- Адель Абушаев (rawSocket)
- Александр Дубовиков (baron)
- Евгений Линейцев (dARK)